# تاريخ الهجرة الصينية إلى كندا
بدأ تاريخ الهجرة الصينية إلى كندا مع أول زيارة مسجلة للشعب الصيني إلى أمريكا الشمالية في عام 1788. وقد تم تعيين حوالي 30 إلى 40 رجلاً كنجاري سفن في ممر نوتكا البحري فيما يطلق عليه الآن اسم كولومبيا البريطانية، لبناء أول سفينة من النوع الأوروبي في شمال غرب المحيط الهادي، أطلق عليها اسم نورث ويست أمريكا. وقد بدأت هجرة الصينيين على نطاق كبير بعد سبعين عامًا من ذلك، مع ظهور طفرة الذهب في وادي فريزر في عام 1858. وأثناء الاندفاع نحو الذهب، نمت المستعمرات الصينية في فيكتوريا وفانكوفر. وفي الثمانينيات من القرن التاسع عشر، كان يتم التعاقد مع العمالة الصينية لبناء سكك الحديد الكندية في المحيط الهادي. وبعد ذلك، بدأ الكثير من الصينيين في التوجه ناحية الغرب، حيث قاموا بتأسيس الأحياء الصينية في العديد من المدن الكندية الكبرى.

## الاندفاع نحو الذهب
بدأ الصينيون يظهرون بأعداد كبيرة في مستعمرة جزيرة فانكوفر في عام 1858، كجزء من الهجرة الضخمة إلى تلك المستعمرة من كاليفورنيا أثناء طفرة الذهب في وادي فريزر في مستعمرة كولومبيا البريطانية. ورغم وصول الموجة الأولى في مايو من كاليفورنيا، إلا أن أخبار هذا الاندفاع في النهاية جذبت العديد من الصينيين من الصين ذاتها.

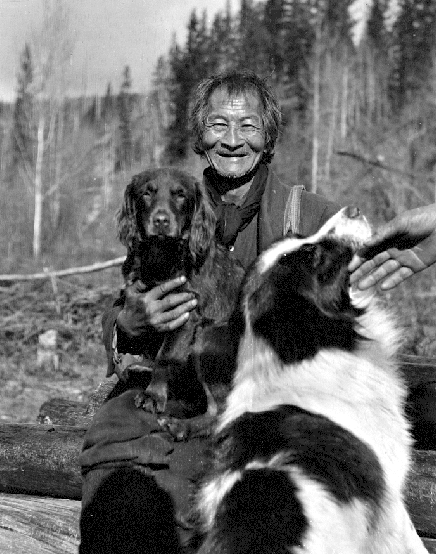
أومينيكا ماينر آهو في مهبط جيرمانسين في عام 1913. وقد بقى الكثير من الصينين في داخل المحافظة وشمالها بعد اندفاع الذهب. وقد سيطر الصينيون على بعض المدن مثل ستانلي لعدة سنوات، في حين أنه في وادي فريزر وفي بعض المناطق الأخرى البعيدة مثل أومينيكا، بقى عمال المناجم الصينيين من أجل التعامل مع متطلبات التعدين في المناطق البرية.وفي

 حقول الذهب، أثبتت تقنيات ومعارف الصينين أنها أفضل من الطرق الأخرى من عدة أوجه، بما في ذلك التقنيات الهيدروليكية، واستخدام «الهزازات»، بالإضافة إلى تقنية كانت تستخدم البطانيات فيه كمرشح للرمل الغريني ثم يتم حرقها، حيث يذوب الذهب في شكل كتل في النيران. وفي وادي فريزر، بقى عمال التعدين الصينيين لفترة بعد مغادرة كل الآخرين تجاه اندفاع الذهب في كاريبو في مكان آخر في كولومبيا البريطانية أو الولايات المتحدة، واستمروا في العمل في المجال الهيدروليكي وفي الزراعة، وقد امتلكوا أغلبية الأراضي في وادي فريزر ووادي تومبسون لعدة سنوات بعد ذلك. وفي باركرفيل، في كاريبو، تم تقدير أن أكثر من نصف سكان المدينة كانوا من الصينيين، كما أن العديد من المدن الأخرى، بما في ذلك ريتشفيلد وستانلي وفان وينكل وكويزنيلموث (كويزنيل المعاصرة) وأنتلر وكويزنيل فوركس، كانت تحتوي على أحياء صينية كبيرة (وقد استمر ليلويت حتى الثلاثينيات من القرن العشرين) ولم يكن هناك أي عجز في عمال المناجم الصينيين المتميزين.

## الهجرة من أجل إنشاء السكك الحديدية

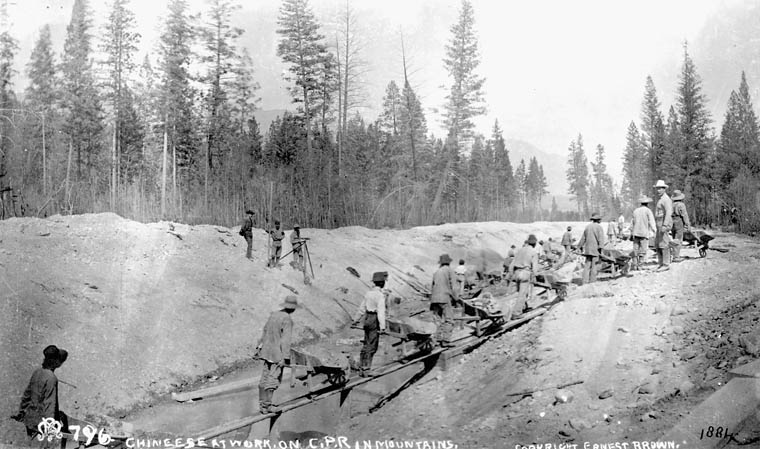
عمال صينيون يعملون في السكك الحديدية الكندية في المحيط الهادي

كون العمال الصينيون العاملون في مجال السكك الحديدية الصينية القوة العاملة التي قامت بإنشاء قسمين كل منهما بطول مائة ميل من السكك الحديدية الكندية في المحيط الهادي من المحيط الهادي إلى كريجيلاشي في إيجل باس في كولومبيا البريطانية. وكانت تلك السكك الحديدية بشكل إجمالي تتكون من 28 قسمًا من تلك الأقسام، تم إنشاء 2% منها على يد عمال من أصل أوروبي. وعندما وافقت كولومبيا البريطانية على الانضمام إلى الاتحاد الكونفدرالي في عام 1871، كان من بين الشروط أن تقوم حكومة الدومينيون ببناء سكك حديدية تربط كولومبيا البريطانية مع شرقي كندا خلال 10 أعوام. وقد أثار سياسيي كولومبيا البريطانية وجمهورهم من الناخبين برنامجًا للهجرة من الجزر البريطانية من أجل توفير العمالة اللازمة لإنشاء تلك السكك الحديدية، إلا أن أول رئيس وزراء لكندا، السير جون إيه ماكدونالد، في خيانة لرغبات دائرته الانتخابية في فيكتوريا، من خلال الإصرار على تقليل النفقات في المشروع من خلال تعيين الصينين لبناء تلك السكك الحديدية، ولخص الموقف للبرلمان في عام 1882 كما يلي: «إنها مجرد مسألة بدائل: فإما أن يتم تعيين استخدام هذه القوة العاملة أو لا يتم إنشاء تلك السكك الحديدية.» (رغب سياسيو كولومبيا البريطانية في وضع خطة استيطان وهجرة للعمال من الجزر البريطانية، إلا أن السياسيين والمستثمرين الكنديين قالوا أن ذلك قد يكون مكلفًا للغاية).

## وصلات خارجية
- Chinese Canadian National Council
- Historica’s Heritage Minute video docudrama “Nitro.” (Adobe Flash Player.)